# Букнари (Кобулетский муниципалитет)
Букнари (груз. ბუკნარი) — село в Грузии, на территории Кобулетского муниципалитета автономной республики Аджария.

## География
Село находится в юго-западной части Грузии, на берегу Чёрного моря, на расстоянии 5 километров (по прямой) к югу от города Кобулети, административного центра муниципалитета. Абсолютная высота — 21 метр над уровнем моря.

## Население
По результатам официальной переписи населения 2014 года, в Букнари проживало 1166 человек (559 мужчин и 607 женщин). В национальной структуре населения грузины составляли 98,1 %, греки — 1 %, русские — 0,7 %.
| Год  | Население, человек |
| ---- | ------------------ |
| 2002 | 1151               |
| 2014 | ↗ 1166             |